# Matea Bolívar
Matea Bolívar (San José de Tiznados, Venezuela; 21 de septiembre de 1773-Caracas, 29 de marzo de 1886) conocida como Negra Matea, fue una esclava de la familia Bolívar nacida en la hacienda el Totumo.
Al lado de la niña Matea estaba siempre Hipólita Bolívar a quien trajeron de San Mateo para amamantar al pequeño Simón.

## Primeros años

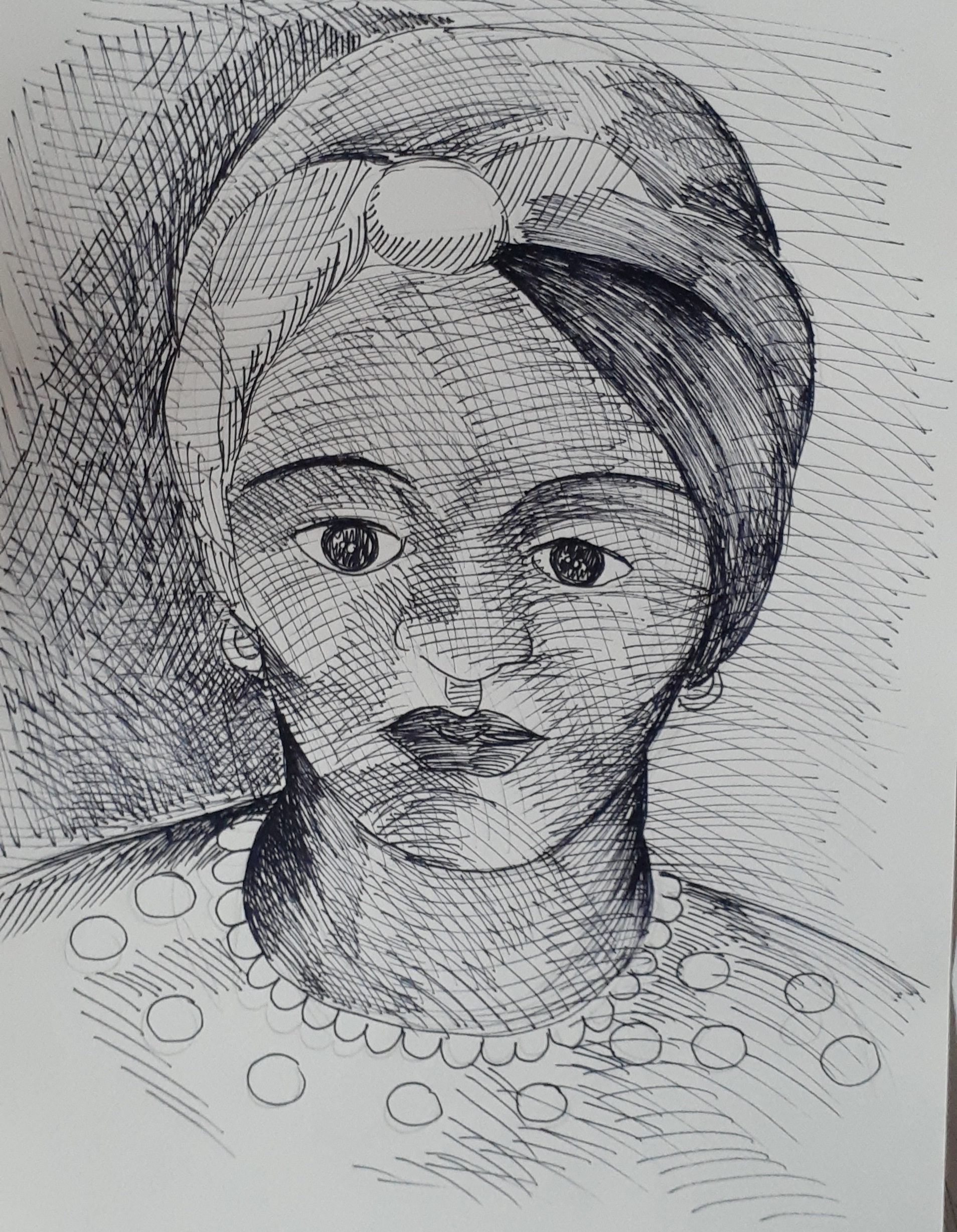
Retrato de Matea Bolívar realizado con bolígrafo de tinta negra

Hacia 1814, según el propio relato de Matea presenció el ataque realista de José Tomás Boves a la hacienda de San Mateo, el capitán Ricaurte prendió fuego a la pólvora el 25 de marzo de 1814, con lo cual pereció él y aquellos que se hallaban dentro del recinto, pero no lograron llegar a la llamada “casa alta” donde se encontraba la familia de Bolívar. Simón aprovechó el desorden momentáneo que se produjo entre los atacantes y lanzó un contraataque, con el cual reconquistó la casa, hoy Museo Histórico Antonio Ricaurte.
Posteriormente a la invasión y masacre de Boves a Caracas, Bolívar designa a Matea para que acompañe a María Antonia, hermana de Simón, en el exilio en el Caribe que la llevará a Cuba de donde regresaran en 1821, tras el triunfo de Bolívar en Carabobo.
En 1842 estuvo presente al lado del presidente José Antonio Páez en el recibimiento de los restos del Libertador provenientes de Colombia.
En 1876 acompañó al presidente de los Estados Unidos de Venezuela Antonio Guzmán Blanco, cuando trasladaron los restos del Libertador desde la catedral de Caracas hasta el Panteón Nacional, el 28 de octubre de ese mismo año. Matea contaba ya con 103 años. La gente en Caracas se asombraba de la longevidad de Matea.
Antonia Esteller Camacho Clemente y Bolívar escribe:

“Cuando algún caballero venía a visitar la casa, Matea lo confundía siempre con algunos de los personajes de la Independencia, así es que no lo anunciaba sino con el nombre de Montilla o Sucre o cualquier otro general de tan alta talla”

De esta forma Antonia asegura que Matea justificaba sus malas palabras, diciendo que las había aprendido de José Tomás Boves quien era comandante del Ejército Real en la batalla de San Mateo (1814).[¿dónde?]

## Fallecimiento
Falleció el 29 de marzo de 1886. Sus restos simbólicos reposaron en la cripta de los Bolívar en la Catedral de Caracas hasta el 8 de marzo de 2017 cuando junto a los restos simbólicos de Hipólita Bolívar y la Jefa Apacuana fueron elevadas al Panteón Nacional, fruto de una larga campaña que encabezó, entre otras personas, el internacionalista y profesor Reinaldo Bolívar, uno de los principales biógrafos de Matea e Hipólita Bolívar. Entre los méritos de Matea se le reconoció ser la Primera Maestra del Libertador Simón Bolívar. Los restos de Matea fueron sepultados en la capilla de la Santísima Trinidad en la Catedral de Caracas, por ser aquella cedida a la familia Bolívar en patronato, Dada la devoción que profesó dicha familia y en particular  el Libertador a la Santísima Trinidad.
Al no encontrar los restos debido al deterioro de las criptas debido a los terremotos, nunca fueron encontrados, quedando sepultados entre escombros subterráneos. Se presume que dichos restos quedaron sepultados en cavidades más profundas.
Los archivos de la catedral de Caracas certifican que los restos fueron sepultados en la anteriormente mencionada capilla de la Santísima Trinidad, junto a los restos de María Teresa del Toro, esposa del Libertador y las hermanas María Antona y Juana Nepomucena Bolívar.